# Tuxcacuesco
Tuxcacuesco es una localidad del estado mexicano de Jalisco. Es cabecera del municipio de Tuxcacuesco.

## Demografía
| Gráfica de evolución demográfica |
|                                  |

| Censo | Población |
| ----- | --------- |
| 1900  | 1 211     |
| 1910  | 831       |
| 1921  | 721       |
| 1930  | 869       |
| 1940  | 1074      |
| 1950  | 979       |
| 1960  | 1 020     |
| 1970  | 1 329     |
| 1980  | 1 084     |
| 1990  | 1 065     |
| 2000  | 1 447     |
| 2010  | 1 538     |
| 2020  | 1 674     |